# Nik Wallenda

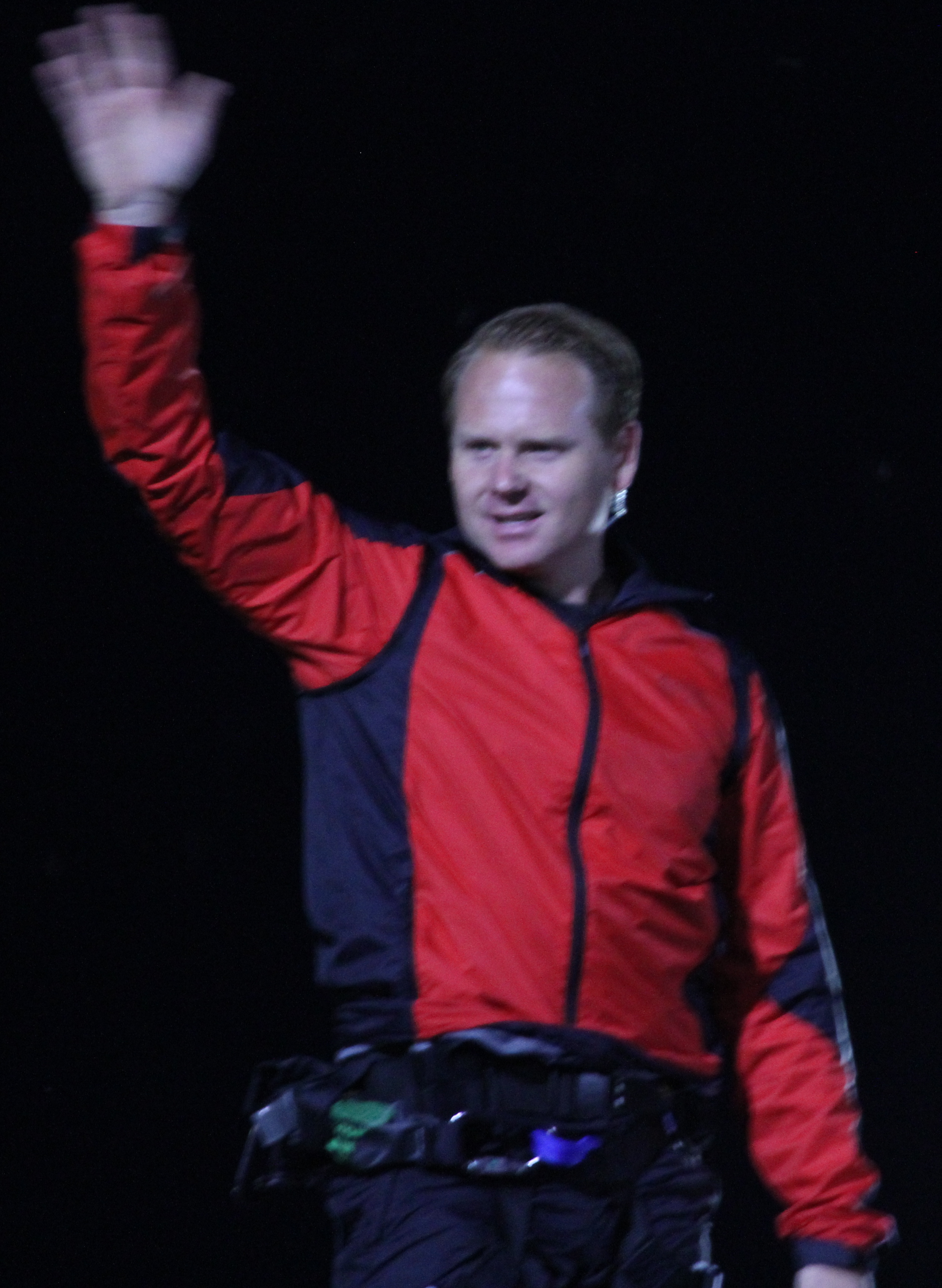
Nik Wallenda na zijn oversteek van de Niagara Falls.

Nikolas "Nik" Wallenda (Sarasota, 24 januari 1979) is een Amerikaans acrobaat die - balancerend op een kabel - de oversteek over de Niagarawatervallen realiseerde.

## Familie
Hij behoort tot de zevende generatie van een familie van koorddansers, sinds de 18e eeuw actief in circuspistes. Zijn overgrootvader Karl Wallenda was de stichter van The Flying Wallendas en stierf op 78-jarige leeftijd bij een val van een koord. Nik werd door zijn ouders al zeer jong betrokken bij de uitvoering van acts en droomde reeds als kind om eens de watervallen over te steken.
Nik Wallenda werd nadien bekend om meerdere stunts op een koord of kabel en staat 6 maal genoteerd in het Guinness Book of Records. Zijn optredens gebeuren individueel maar ook in groep bij het maken van piramides.
De oversteek van de Niagarawaterval - in juni 2012 - deed hij op 60 meter hoogte, over een afstand van een halve kilometer in een half uur tijd. Hiermee is hij een navolger van de beroemde koorddanser Charles Blondin. Op 23 juni 2013 stak Wallenda als eerste mens over een kabel de Grand Canyon over.
Op 3 november 2014 liep Nik Wallenda in de Amerikaanse stad Chicago op ± 180 meter hoogte geblinddoekt en zonder beveiliging over een metalen kabel van de ene wolkenkrabber naar de andere. Hij begon even na 03:00 uur Nederlandse tijd aan de overtocht van 30 meter. Hij was in 1 minuut en 17 seconden aan de overkant.